# Редькин, Дмитрий Григорьевич
Дмитрий Григорьевич Редькин (1915—1944) — старший сержант Рабоче-крестьянской Красной Армии, участник Великой Отечественной войны, Герой Советского Союза (1944).

## Биография
Дмитрий Редькин родился 29 мая (10 июня) 1915 года в деревне Пониковец (ныне — Апушкино Ливенского района Орловской области). После окончания семи классов школы работал на Макеевском металлургическом заводе имени С. М. Кирова. В 1941 году Редькин был призван на службу в Рабоче-крестьянскую Красную Армию. С начала Великой Отечественной войны — на её фронтах.
К февралю 1944 года старший сержант Дмитрий Редькин был помощником командира взвода 350-го стрелкового полка 96-й стрелковой дивизии 48-й армии Белорусского фронта. Отличился во время освобождения Гомельской области Белорусской ССР. В ночь с 1 на 2 февраля 1944 года Редькин поднял свой взвод в атаку на высоту 142,7 к юго-востоку от посёлка Шатилки (ныне — Светлогорск). В критический момент боя он бросился на заминированный бруствер вражеской траншеи, погибнув при этом. Благодаря его самопожертвованию взвод сумел захватить траншеи. 
Первоначально был похоронен в братской могиле вблизи деревни Сетище Домановичского района Полесской области Белорусской ССР. Перезахоронен в братской могиле в деревне Дуброва Светлогорского района Гомельской области Беларуси. Также числится в списках захороненных в братской могиле в деревне Замостье Калинковичского района Гомельской области Беларуси.

## Награды и звания
Указом Президиума Верховного Совета СССР от 23 июля 1944 года за «образцовое выполнение боевых заданий командования на фронте борьбы с немецкими захватчиками и проявленные при этом мужество и героизм» старший сержант Дмитрий Редькин посмертно был удостоен высокого звания Героя Советского Союза. Также был награждён орденом Ленина и медалью.

## Память
- Бюст Героя установлен на Аллее памяти в центре города Светлогорск Гомельской области Беларуси.
- В честь Редькина названа улица в Макеевке[1].
- В Светлогорске (Беларусь) на здании № 33 по улице Пионерской открыт мурал, посвящённый Герою[2][3].